# Ludwig Rochus Schmidlin
Ludwig Rochus Schmidlin (* 15. August 1845 in Laufen; † 1. August 1917 in Kreuzen bei Rüttenen) war ein  römisch-katholischer Geistlicher, Pädagoge und Kirchenhistoriker.

## Leben
Ludwig Rochus Schmidlin war der Sohn des Schneiders Mathias Schmidlin und dessen Ehefrau Maria Anna, geb. Burger. Sein Vetter war der spätere bischöfliche Kanzler in Basel, Johann Joseph Bohrer (1826–1902), der ihn für den geistlichen Beruf gewinnen konnte.
Er besuchte die Primarschule in Laufen und ab 1861 das Gymnasium Solothurn, anschliessend studierte er von 1866 bis 1870 Philosophie und Theologie am Priesterseminar Solothurn. Am 18. April 1870 erhielt er die Priesterweihe.

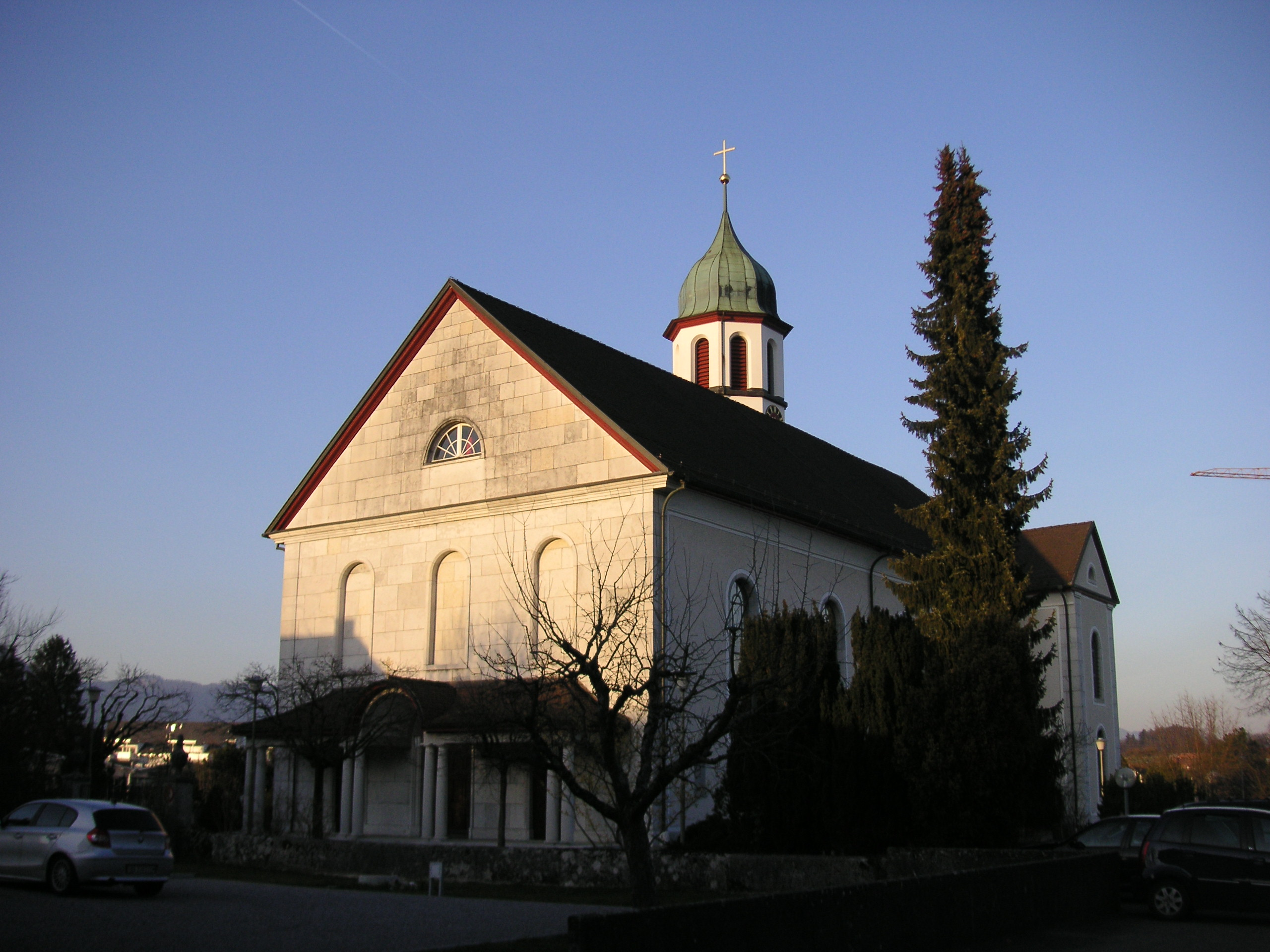
Kirche St. Marien in Biberist

Nach dem Studium begann er als Vikar in Laufen und erhielt noch im gleichen Jahr 1870 eine Anstellung als Lehrer an der Bezirksschule in Neuendorf, bis er 1875 Pfarrer der Pfarrei Biberist wurde. In dieser Zeit wurde er 1877 zum Inspektor der theologischen Lehranstalt in Solothurn ernannt. Ab 1882 wirkte er vierzehn Jahre als Präsident der Schulkommission. Nachdem er 1915 sein Resignat eingehändigt hatte, nahm er die Stelle als Kaplan der von Roll’schen Stiftung zu Kreuzen in Rüttenen an. Dort widmete er sein otium cum dignitate seinen historischen Studien.

## Wirken
Ludwig Rochus Schmidlin wurde massgeblich in seiner geistigen und wissenschaftlichen Richtung durch den Historiker Bischof Friedrich Fiala beeinflusst, dessen Nachfolger er auch auf dem Lehrstuhl für Kirchengeschichte, Kirchenrecht und Pastoral am Priesterseminar Solothurn wurde. Nach dem Tod Friedrich Fialas verfasste er auch seit 1888 den schweizerischen Totenkalender im Anhang zum St. Ursenkalender in Solothurn.
Er publizierte zahlreiche Werke zur Kirchengeschichte und war Mitglied der Zeitschrift für schweizerische Kirchengeschichte, Mitarbeiter des Schweizerischen Idiotikons sowie bei der Bibliographie der Schweizerischen Landeskunde.

## Mitgliedschaften
- Ludwig Rochus Schmidlin war Präsident des Männerkrankenvereins und des Armenvereins in Biberist.
- Er war Mitglied der allgemeinen geschichtsforschenden Gesellschaft der Schweiz.
- Er war Mitglied des Schweizerischen Katholischen Volksvereins.

## Ehrungen
- 1899 erfolgte die Ernennung von Ludwig Rochus Schmidlin zum Päpstlichen Geheimkämmerer durch Papst Leo XIII.
- Die Gemeinde Biberist benannte die Strasse zwischen Pfarrhaus und der Kirche St. Marien ihm zu Ehren als Pfarrer-Schmidlin-Weg.[2]
- Zu seinem Geburtstag am 15. August erinnerte das Pfarreizentrum in Biberist mit einer Ausstellung, in der Fotos und Briefe von Ludwig Rochus Schmidlin vier Tage ausgestellt wurden.

## Schriften (Auswahl)
- Die katholisch-theologische und kirchliche Litteratur des Bisthums Basel vom Jahre 1750 bis zum Jahre 1893. Bibliographie der schweizerischen Landeskunde, Heft 1. 1894.
- Die katholisch-theologische und kirchliche Litteratur des Bisthums Basel vom Jahre 1750 bis zum Jahre 1893. Bibliographie der schweizerischen Landeskunde, Heft 2. 1895.
- Geschichte der Pfarrgemeinde Biberist. Solothurn 1886.
- Dr. Friedrich Fiala, ein Lebensbild. Solothurn 1890.
- Geschichte des solothurnischen Amteibezirkes Kriegstetten. Solothurn 1895.
- Bernhardin Sanson, der Ablaßprediger in der Schweiz (1518–19). Solothurn 1898.
- Solothurns Glaubenskampf und Reformation im 16. Jahrhundert. Solothurn 1904.
- Zur Mordnacht in Solothurn. Zeitschrift für Schweizerische Kirchengeschichte I. 1907. S. 215–218.
- Die von Roll'sche Stiftung der Kirche des heiligen Grabes und der Kaplanei zu Kreuzen. Zeitschrift für Schweizerische Kirchengeschichte VII. 1913. S. 241–247.
- Genealogie der Freiherren von Roll. Solothurn 1914.